# Stennässjön, Ångermanland
Stennässjön är en sjö i Bjurholms kommun i Ångermanland och ingår i Gideälvens huvudavrinningsområde. Sjön har en area på 0,187 kvadratkilometer och ligger 249 meter över havet.

## Delavrinningsområde
Stennässjön ingår i det delavrinningsområde (709550-163047) som SMHI kallar för Ovan VDRID = 709367-162760 i Gideälvens vattendra*. Medelhöjden är 295 meter över havet och ytan är 37,97 kvadratkilometer. Räknas de 127 avrinningsområdena uppströms in blir den ackumulerade arean 1 527,75 kvadratkilometer. Avrinningsområdets utflöde Gideälven mynnar i havet. Avrinningsområdet består mestadels av skog (66 procent) och sankmarker (23 procent). Avrinningsområdet har 0,35 kvadratkilometer vattenytor vilket ger det en sjöprocent på 0,9 procent.